# Tauchausrüstung
Unter dem Begriff der Tauchausrüstung werden die technischen Komponenten zusammengefasst, die es dem Menschen ermöglichen, sich beim Tauchen an die besonderen Gegebenheiten unter Wasser anzupassen. Zur Tauchausrüstung zählen insbesondere Hilfsmittel zum Sehen unter Wasser, zur Versorgung mit Atemluft, zum Schutz vor Kälte, zur Tarierung, zur Orientierung und zum Schutz vor Verletzungen durch spitze oder scharfkantige Gegenstände, Steine sowie aquatische Lebensformen wie Korallen, Seeanemonen, Quallen etc. Art und Umfang der verwendeten Geräte variieren dabei mit den Umweltbedingungen und dem beim Tauchen verfolgten Zweck.

## Tauchergrundausrüstung
Eine Tauchergrundausrüstung (auch ABC-Ausrüstung) für Sporttaucher und Rettungsschwimmer an Freigewässern besteht aus einer Tauchmaske mit Sichtscheibe, einem Schnorchel und den Tauchflossen. Die Tauchmaske (auch Druckausgleichsmaske oder inkorrekt Taucherbrille) bedeckt im Gegensatz zu einer Schwimmbrille auch die Nase, damit ein Ausgleich des Innendrucks der Maske ausgeführt werden kann. Der Nasenerker ist flexibel, um das Zusammendrücken der Nase für das Valsalva-Manöver zu ermöglichen. Diese beiden Methoden des Druckausgleichs sind notwendig, um der Gefahr eines Barotraumas vorzubeugen. Die ABC-Ausrüstung allein ist nur zum Schnorcheln und zum Apnoetauchen ausreichend; zum Gerätetauchen wird zusätzlich ein Drucklufttauchgerät (Scuba) benötigt.

## Gerätetauchausrüstung

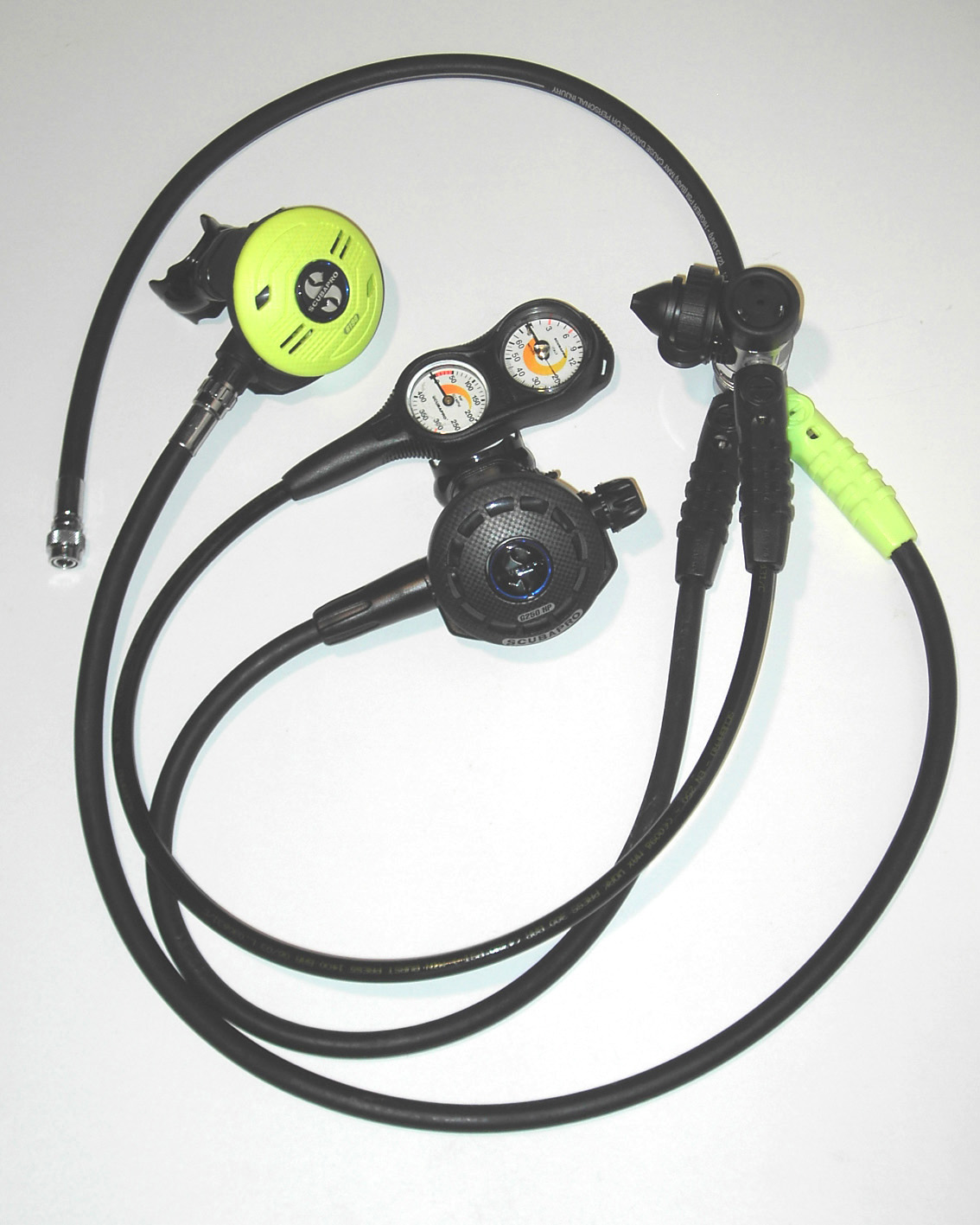
Atemausrüstung: Erste Stufe (rechts außen), Atemregler (schwarz), Oktopus (gelb), Finimeter (hier mit Tiefenmesser), Inflatorschlauch für die Weste (oben)

Üblicherweise wird beim Sport- und Gerätetauchen und in vielen Fällen beim Berufstauchen ein Drucklufttauchgerät (engl. SCUBA für self contained underwater breathing apparatus, deutsch ‚autonomes Unterwasser-Druckluft-Atemgerät‘ – mit offenem Kreislauf) verwendet. Das Gerät besteht aus:
1. einer oder mehreren Druckluftflaschen (engl. tank) mit komprimierter Luft oder einem anderen Atemgas
2. einem  Atemregler (auch Lungenautomat; engl. regulator) zur Reduzierung des Flaschendrucks auf den jeweiligen Umgebungsdruck über zwei hintereinander geschaltete Stufen
3. einer aufblasbaren Tarierweste (auch Jacket, BC für Buoyancy Compensator oder BCD für Buoyancy Control Device) zur Regulierung des Auftriebs

An die erste Stufe des Atemreglers sind in der Regel ein Inflator zum Aufblasen und Ablassen der Tarierweste und ein Finimeter zum Ablesen des verbleibenden Flaschendrucks angebracht. Die Flasche wird an die Backplate der Tarierweste befestigt. Zusätzlich ist inzwischen ein Reserveatemregler, der sogenannte Oktopus, Standard. Beim Tauchen im kalten Wasser (unter 10 °C) ist außerdem die Verwendung von zwei separaten ersten Stufen zu empfehlen.
Ebenfalls zur Ausrüstung gehören ein Tauchanzug zum Kälteschutz und Bleigewichte, um den Auftrieb des Tauchers und der Tauchausrüstung zu kompensieren. Die Gewichte werden in der Regel an einem Gurt mit verstellbarer Schnalle getragen und/oder in speziell dafür vorgesehenen Taschen in der Tarierweste verteilt. Beim Tauchanzug wird zwischen Nass- (engl. wet suit) oder Halbtrockenanzug (engl. semi-dry suit) aus Neopren und Trockenanzug (engl. dry suit) aus Neopren, gummi- oder polyurethanbeschichtetem Textilgewebe unterschieden. Vor allem in kaltem Wasser sind außerdem Taucherhandschuhe und  Füßlinge aus Neopren üblich. Da die meiste Körperwärme über den Kopf verloren geht, ist auch eine Kopfhaube sinnvoll, die separat oder im Tauchanzug integriert sein kann.
Schließlich gehört zum Gerätetauchen noch ein Tiefenmesser, um die aktuelle Tauchtiefe anzuzeigen. Moderne Tiefenmesser sind meist in einen Tauchcomputer integriert, der neben der verbleibenden Nullzeit weitere Informationen wie die maximale Tiefe des aktuellen Tauchgangs und die aktuelle Tauchzeit anzeigen kann. Alternativ dazu gibt es spezielle Taucheruhren. Ohne Tauchcomputer muss mit einer Dekompressionstabelle (auch Tauchtabelle) gearbeitet werden, um eine Dekompressionskrankheit aufgrund zu hoher Stickstoffsättigung im Gewebe des Tauchers zu vermeiden.

## Weitere Ausrüstungsteile

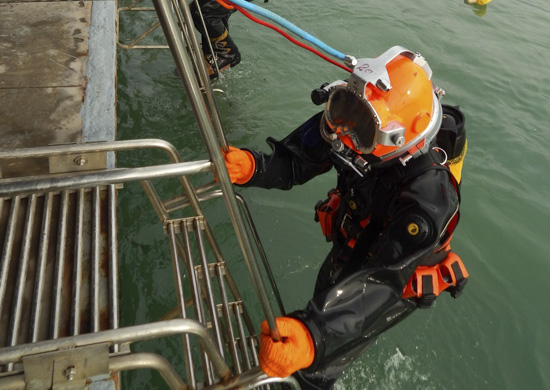
Taucher der Schwarzmeerflotte in Tauchausrüstung SVU-5

- Tauchkompass: ein wasser- und druckfester Kompass. Wegen der meist geringen Sichtweiten unter Wasser notwendig zur Navigation.
- Tauchermesser: Ein Messer mit rostfreier Klinge und Schlagplatte am Griff, oft auch mit Säge und Seilschneidern ausgestattet. Das Tauchermesser soll helfen, einen Taucher unter Wasser aus einer Notlage zu befreien, die ihn am Aufsteigen hindert (z. B. Fischernetze). In neuerer Zeit wird das Messer häufig durch eine Schere ersetzt, da sich damit Seile schneller durchtrennen lassen.
- Taucherlampe: Weil das Wasser schon in geringer Tiefe die Rot- und Gelbanteile des Lichtes herausfiltert, sieht unter Wasser alles blau aus. Mit der Lampe kann der Taucher sein Beobachtungsobjekt mit dem vollständigen Lichtspektrum beleuchten und so in seiner vollen Farbigkeit sehen. Außerdem wird die Lampe beim Nachttauchen, Höhlentauchen und häufig beim Wracktauchen benötigt.
- Signalgeräte für die Oberfläche: Dazu zählen Signalpfeifen, Blitzlichter, Signalbojen, Spiegel oder Leuchtraketen. In Notfällen kann damit von der Wasseroberfläche aus Hilfe gerufen werden.
- Signal- und Kommunikationsgeräte für die Anwendung unter Wasser: Der Tankbanger, eine Kunststoffkugel, die mit einem stabilen Gummizug an der Flasche befestigt wird, wird zum Erzeugen eines charakteristischen, gut hörbaren Geräusches verwendet, ebenso der Shaker, eine Dose aus Metall, die kleine Metallstücke enthält und geschüttelt wird. Zur akustischen Signalgebung kommen auch Hammerhead genannte Hupen zum Einsatz, die am Inflator angeschlossen werden, druckluftbetrieben sind und auch über Wasser verwendbar sind. Je nach Zweck des Tauchganges kann es auch sinnvoll sein, eine Schreibtafel aus Kunststoff mitzuführen, auf die mit einem wasserfesten Stift geschrieben und gezeichnet werden kann.
- Tauchseil, teils mit Strömungs- bzw. Riffhaken
- Taucherflagge
- Harpune (nicht üblich und in den meisten Gebieten verboten)

## Spezielle Ausrüstung
- Monoflosse
- Kreislauftauchgerät (Rebreather)
- Vollmaske
- Helmtauchgerät
- Panzertauchanzug
- ENOS, elektronisches Notruf- und Ortungssystem

## Hersteller
Weltweit bekannte Hersteller von Tauchausrüstung sind (Auswahl):
- Aqualung International
- Beuchat
- Cressi-Sub
- Drägerwerk
- Kirby Morgan Dive Systems
- Mares
- Scubapro
- Suunto
- Diving Unlimited International

## Belege
1. ↑  Stichwort „ABC-Ausrüstung“. In: Taschenlexikon des Wassersports. Humboldt Taschenbuchverlag Jacobi KG, München 1977; S. 8–9, ISBN 3-581-66304-X.